# Castelo de Fornelos
O castelo de Fornelos ou torre de Fornelos situa-se na paróquia de San Pedro, no concelho pontevedrino de Crecente, no cume de uma colina à beira do rio Ribadil, muito próximo à fronteira com Portugal, frente da praça-forte de Melgaço, muito perto da barragem de Frieira, na Comunidade Autónoma da Galiza (Espanha).

## História
Estima-se que a torre foi levantada em época da Antiga Roma e derrubada no século XI, para voltar a ser levantada.
As primeiras notícias documentais que temos desta fortificação datam do século XII, de 1158. Foi palco dos combates entre o rei da Galiza Afonso VII e seu primo Afonso Henriques de Portugal.
Sancho I de Portugal fez doação deste lugar a dona Aldonza Vázquez de Fornelos e ao seu marido dom Fernán Pérez de Castro, fundadores da Casa de Fornelos.
Entre os personagens históricos que se relacionam com o castelo estão Martín Sánchez, filho bastardo de Sancho I de Portugal, Juan de Castro, bispo de Tui, e Álvaro Páez de Soutomaior, que nasceu nele.
Não resistiu ao ataque irmandinho em 1467, durante os feitos da Grande Revolta Irmandinha. Ao remate da revolta foi de novo levantada por Pedro Madruga.
Neste castelo teve Pedro Madruga, conde de Caminha,  prisioneiro a bispo de Tui Diego de Muros. Durante seu cativeiro relatam as crônicas que sua saúde ficou tão moída que chegou a perder todos os dentes.
Uma vez foi liberado o bispo organizou um exército com o único propósito de derrotar o castelo no qual estivera prisioneiro. Porém, a fortificação, só defendida por 15 homens conseguiu resistir a investida e sitio realizado pelos exércitos do bispo e de Garcia Sarmiento. Nesta luta faleceu o cavaleiro Francisco López de Avalle.
Na segunda metade do século XX o castelo foi desmantelado quase completamente para reutilizar sua pedra em diversas construções vizinhas.
Diversos colectivos vecinhais conseguiran a restauracao parcial da Torre no ano 2005.

## Características
Do conjunto militar defensivo, em nossos dias só se conserva a torre de menagem e vestígios muito estragados do recinto murado defensivo e do fosso.
A torre de menagem é de planta retangular e estrutura-se em três andares. Conserva 19 metros de altura e seu lado Oeste mede 11 metros. Entre a vegetação, que cobre quase completamente o edifício, podem ver-se várias seteiras e alguma janela com arco de volta perfeita.

## Senhores de Fornelos
- Fernán Pérez de Castro